# Баррі (округ, Міссурі)
Шаблон:StateAbbr_ 36°43′ пн. ш. 93°50′ зх. д. / 36.71° пн. ш. 93.83° зх. д.
Округ  Баррі (англ. Barry County) — округ (графство) у штаті Міссурі, США. Ідентифікатор округу 29009.

## Історія
Округ утворений 1835 року.

## Демографія
За даними перепису 
2000 року 
загальне населення округу становило 34010 осіб, зокрема міського населення було 8752, а сільського — 25258.
Серед мешканців округу чоловіків було 16863, а жінок — 17147. В окрузі було 13398 домогосподарств, 9584 родин, які мешкали в 15964 будинках.
Середній розмір родини становив 2,98.
Віковий розподіл населення поданий у таблиці:
| Стать    | До 15 років | 15-21 | 22-29 | 30-39 | 40-49 | 50-65 | 65-85 | Понад 85 |
| -------- | ----------- | ----- | ----- | ----- | ----- | ----- | ----- | -------- |
| Чоловіки | 3761        | 1686  | 1470  | 2266  | 2401  | 2844  | 2229  | 206      |
| Жінки    | 3584        | 1459  | 1458  | 2252  | 2320  | 3032  | 2595  | 447      |

## Суміжні округи
- Лоуренс — північ
- Стоун — схід
- Керролл, Арканзас — південний схід
- Бентон, Арканзас — південь
- Макдональд — південний захід
- Ньютон — північний захід

## Виноски
1. ↑  U.S. Decennial Census. United States Census Bureau. Архів оригіналу за 26 квітня 2015. Процитовано 13 листопада 2014.
2. ↑  Historical Census Browser. University of Virginia Library. Архів оригіналу за 11 серпня 2012. Процитовано 13 листопада 2014.
3. ↑  Population of Counties by Decennial Census: 1900 to 1990. United States Census Bureau. Архів оригіналу за 3 грудня 2014. Процитовано 13 листопада 2014.
4. ↑  Census 2000 PHC-T-4. Ranking Tables for Counties: 1990 and 2000 (PDF). United States Census Bureau. Архів оригіналу (PDF) за 18 грудня 2014. Процитовано 13 листопада 2014.
5. ↑  State & County QuickFacts. United States Census Bureau. Архів оригіналу за 6 липня 2011. Процитовано 7 вересня 2013. [Архівовано 2011-06-07 у Wayback Machine.](англ.) Наведено за англійською вікіпедією.
6. ↑  American FactFinder. Бюро перепису населення США. Архів оригіналу за 26 лютого 2012. Процитовано 31 січня 2008. [Архівовано 2008-05-21 у Wayback Machine.]

| США | Це незавершена стаття з географії США. Ви можете допомогти проєкту, виправивши або дописавши її. |